# Peter Mafany Musonge
Peter Mafany Musonge (Muea, 3 de dezembro de 1942) é um político camaronês. Foi primeiro-ministro dos Camarões, entre 19 de setembro de 1996 e 8 de dezembro de 2004, sendo indicado ao cargo pelo presidente Paul Biya. Pertence ao partido Reunião Democrática do Povo de Camarões (RDPC).

## Biografia

### Primeiros anos
Nasceu em 3 de dezembro de 1942, em Muea, no departamento de Fako, na região sudoeste de Camarões. Pertence ao grupo étnico Bakweri e é anglófono.
Graduou-se bacharel em engenharia civil na Universidade Drexel e mestre em engenharia estrutural na Universidade Stanford em Engenharia, ambas nos Estados Unidos. Retornando aos Camarões, em 1969, iniciou sua carreira na administração do ministério das Obras Públicas. Foi nomeado diretor do Laboratoire National de Génie Civil (Labogénie, Laboratório Nacional de Engenharia Civil), em 1980, permanecendo entre 1981 e 1984. Depois foi CEO da Cameroon Development Corporation (CDC), uma empresa de desenvolvimento agrícola que deveria ser privatizada. Combinou este cargo na CDC com sua função de primeiro-ministro.

### Primeiro-ministro
Foi um defensor e assistente de longa data do presidente Paul Biya, que o nomeou primeiro-ministro dos Camarões, entre 19 de setembro de 1996 e 8 de dezembro de 2004. Ele deixou o cargo após uma remodelação do gabinete que se seguiu à reeleição bem-sucedida de Biya, em 2004, para a qual atuou como gerente de campanha.

### Pós primeiro-ministro
O presidente Biya nomeou-o como "Grande Chanceler das Ordens Nacionais", em 4 de abril de 2007.

### Senado
Em maio de 2013, o presidente Biya nomeou-o para o Senado de Camarões. Foi um dos 30 senadores a receber seus assentos por indicação presidencial, os outros 70 senadores foram eleitos indiretamente. Foram três senadores nomeados para cada região, sendo ele, um dos três da região sudoeste.
Havia especulação de que poderia receber o cargo de presidente do Senado, mas Marcel Niat Njifenji foi eleito para o cargo, em 12 de junho de 2013. Foi designado como presidente do grupo parlamentar do RDPC no Senado.